# Hermann Kube
Hermann Kube (* 7. Juni 1866 in Posen; † 15. Oktober 1944 in Einbeck) war ein deutscher Gartenkünstler und Stadtgartendirektor. In  seiner Hauptschaffenszeit in Hannover gestaltete er zahlreiche Grünflächen und Plätze im öffentlichen Raum.

## Leben

### Die frühen Jahre
Geboren in Posen, besuchte Hermann Kube von 1883 bis 1886 in Schlesien das Königlich Pomologische Institut in Proskau. So ausgebildet als Pomologe, arbeitete Kube zunächst in verschiedenen Gärtnereien in Berlin, Dresden und Posen, bevor er von 1890 bis 1891 eine Studienreise nach Süd- und Westdeutschland unternahm.
Als „Garteningenieur“ war Kube dann ab 1891 sieben Jahre lang bis 1898 in den Königlichen Gärten von Sanssouci tätig. Ebenfalls 1898 übernahm er in seiner Geburtsstadt Posen für vier Jahre bis 1912 die Leitung der dort neu eingerichteten, selbständigen städtischen Gartenverwaltung.

### Gartendirektor von Hannover 1913 bis 1934
Die längste Schaffensperiode an einem Ort hatte Hermann Kube in Hannover; hier wirkte er – in der Nachfolge von Heinrich Zeininger – ab 1913 bis 1934 als kommunaler Gartendirektor. Die erste ihm gestellte Aufgabe war
- 1913[3] bis 1914 die Anlage des „Stadthallengartens“, den er später,[1]
  - 1933 zur „Jahresschau deutscher Gartenkultur“ („Jadega“) erweiterte.[1][4]

1913 bis 1918 ergänzte Hermman Kube die ältesten Anlage auf dem Stadtfriedhof Stöcken wieder durch ein raumsparendes Raster (in den Abteilungen 49 bis 64 B).
Nach dem Ersten Weltkrieg lag der Schwerpunkt der Arbeiten Kubes insbesondere auf nutzbaren Grünflächen in den alten Stadtteilen, speziell auch in der Gestaltung von Sportplätzen und Kinderspielplätzen oder etwa des Lister Bades.
In der noch jungen Weimarer Republik konzipierte Kube 1919, in Zusammenarbeit mit dem Stadtbaurat Paul Wolf, den Stadtfriedhof Seelhorst im „architektonischen Gartenstil“.
Später schuf Hermann Kube auch einzelne „Abteilungen bester Friedhofskultur“ auf dem Stadtfriedhof Engesohde.
In der 1920 eingemeindeten Industriestadt Linden entstand der Lindener Volkspark nach Plänen von Kube.
Intensiv engagierte sich Kube, gemeinsam mit dem Heimatbund Niedersachsen, für die Unterhaltung und

- „Rettung der Herrenhäuser Gärten“,[1]
  - 1921 insbesondere für den Georgengarten und den Welfengarten.[2]

Nach dem Fortgang von Stadtbaurat Paul Wolf 1922 übernahm der zum Senator gewählte Karl Elkart zum 8. September 1925 dessen jahrelang vakante Stelle. Die unter Elkart neu konzeptionierten Wohngebiete um die schon zuvor im öffentlichen Raum angelegten Plätze gestaltete dann Hermann Kube neu, so etwa
- den De-Haën-Platz[1] im Stadtteil List,

und im Stadtteil Hannover-Südstadt
- - den Geibelplatz[1] sowie
  - den Karl-Peters-Platz[1] (1991 ebenso wie die Karl-Peters-Straße umbenannt in Bertha-von-Suttner-Platz).[8]

Nach der Machtergreifung durch die Nationalsozialisten 1933 war Hermann Kube noch für kurze Zeit in Hannover tätig, bevor er 1934 in den Ruhestand ging und nach Berlin zog. Nach seinem Tod 1944 in Einbeck, inmitten des Zweiten Weltkrieges, wurde Hermann Kube auf dem Stadtfriedhof Engesohde bestattet, in dem er zu Lebzeiten selbst vorbildliche Abteilungen gestaltet hatte.

## Ehrungen
Noch unter der britischen Militärregierung wurde Hermann Kube posthum 1946 durch den Kubeweg geehrt; die Namensgebung erfolgte in der Vorderen Eilenriede im Stadtteil Zoo für einen Waldweg, der vom damaligen Neuen Haus am Emmichplatz zur Bernadotte-Alle führte.

## Werke (unvollständig)
- Die Stadt im Grünen, in Otto Hugo (Red): Neu-Hannover. Festschrift des Hannoverschen Couriers zur Rathaus-Weihe 1913, Hannover: Gebrüder Jänecke, 1913, S. 38–42
- Hermann Kube: Die gärtnerischen Anlagen und Friedhöfe der Stadt. In: Fritz Stadelmann: Hannover. Die Grossstadt im Grünen, im Einvernehmen mit dem Magistrat der Stadt Hannover, hrsg. vom Verkehrs-Verein Hannover e. V., bearbeitet von Fritz Stadelmann, Buchschmuck nach Entwürfen von Hans-Günther Reinstein, Kunstbeilage nach originalen Zeichnungen von Georg Tronnier und H. Flecke, Hannover: Verkehrs-Verein Hannover e. V.; Hannover: Schmorl & von Seefeld Nachfolger, 1927, S. 81–93
- Hermann Kube: Die historischen Gärten in Herrenhausen-Hannover. In: Deutsche Kunst und Denkmäler, 3. Jhrg., 1936, S. 13–22